# Degeneriowate
Degeneriowate (Degeneriaceae I.W. Bailey & A.C. Sm.) – monotypowa rodzina roślin należąca do rzędu magnoliowców. Obejmuje jeden rodzaj degeneria Degeneria z dwoma gatunkami. Są to drzewa będące endemitami wysp Fidżi na Oceanie Spokojnym. Z powodu usunięcia naturalnych barier między populacjami obu gatunków w wyniku działalności człowieka – oba taksony krzyżują się. Nie jest znane znaczenie ekonomiczne tych roślin. Kwiaty zapylane są przez chrząszcze, a nasiona roznoszone są przez gołębie i papugi.
Rodzaj Degeneria nazwany został od nazwiska amerykańskiego botanika, który w 1942 roku odnalazł okaz kwitnący – Otto Degenera (1899–1988) (wcześniej w 1934 okaz owocujący tego gatunku znalazł Albert Charles Smith). Rodzina i rodzaj długo znane były z pojedynczego gatunku – Degeneria vitiensis. Drugi – D. roseiflora – opisany został dopiero w 1988 roku.

## Morfologia
PokrójAromatyczne, okazałe drzewa i krzewy o nagich pędach. W tkankach miękiszowych zawierają kulistawe i wydłużone komórki olejowe.
LiścieSkrętoległe, pojedyncze, ogonkowe, bez przylistków. Blaszki całobrzegie, pierzasto użyłkowane, eliptyczne do odwrotnie jajowatych, osiągające od 7 do 27 cm długości.
KwiatyOkazałe, obupłciowe, promieniste, wyrastające pojedynczo na długich szypułkach w kątach liści. Kielich składa się z trzech wolnych działek wyraźnie różnych od płatków korony. Płatków korony jest od 12 do 25, ułożone są one w kilku (3–5) okółkach, niemal spiralnie. Ich wielkość maleje w kierunku wnętrza kwiatu, zewnętrzne są mięsiste i okazałe, a wewnętrzne stopniowo przechodzą w liczne (do 50), usytuowane spiralnie lub w 3–6 okółkach pręciki o spłaszczonych, listkowatych nitkach z trzema wiązkami przewodzącymi. Pylniki pękające podłużnymi pęknięciami rozwijają się na górnej (doosiowej) powierzchni nitek, wzdłuż wiązek przewodzących. Najbardziej wewnętrzne pręciki (3–10) są zredukowane do prątniczków (pozbawione są woreczków pyłkowych). Pyłek jest jednobruzdowy. Słupkowie składa się z jednej, górnej i jednokomorowej zalążni, z nie w pełni zrośniętymi ścianami pojedynczego owocolistka (zrastają się one tylko u dołu), wzdłuż których krawędzi biegnie znamię pokryte krótkimi, brodawkowatymi włoskami. Zalążków jest 20–32 i są one usytuowane brzeżnie w dwóch rzędach, po jednym na każdym z brzegów owocolistka.
OwoceMniej lub bardziej mięsiste ze skórzastym egzokarpem. Zawierają 20–30 spłaszczonych, pomarańczowych i czerwonych nasion. Zarodek w nasionach bardzo drobny, z trzema, rzadziej czterema liścieniami.

## Systematyka
Rodzaj Degeneria pierwotnie włączany był do rodziny winterowatych Winteraceae i uznawany za blisko spokrewniony z tamtejszym Zygogynum. Później rodzaj został podniesiony do rangi rodziny wskazywanej jako jedna z najstarszych żyjących linii rozwojowych wśród okrytonasiennych. W systemie Cronquista (1981) jako odrębna rodzina włączona została do magnoliowców Magnoliales. W systemie Takhtajana (1987 i 1997) rodzina umieszczona została w tym rzędzie blisko magnoliowatych Magnoliaceae i himantandrowatych Himantandraceae (w systemie z 2009 ta ostatnia rodzina została wyodrębniona do własnego rzędu Himantandrales). Tak samo sytuowana była w systemie Thorne’a z 2003 i w kolejnych edycjach systemów APG (1998, 2003, 2009, 2016).
Pozycja systematyczna według Angiosperm Phylogeny Website (aktualizowany system APG IV z 2016)
Klad siostrzany himantandrowatych Himantandraceae w obrębie rzędu magnoliowców.
|  | degeneriowate Degeneriaceae     |
|  |                                 |
|  | himantandrowate Himantandraceae |
|  |                                 |

|  | Eupomatiaceae            |
|  |                          |
|  | flaszowcowate Annonaceae |
|  |                          |

|  | degeneriowate Degeneriaceae     |
|  |                                 |
|  | himantandrowate Himantandraceae |
|  |                                 |

|  | Eupomatiaceae            |
|  |                          |
|  | flaszowcowate Annonaceae |
|  |                          |

|  | degeneriowate Degeneriaceae     |
|  |                                 |
|  | himantandrowate Himantandraceae |
|  |                                 |

|  | Eupomatiaceae            |
|  |                          |
|  | flaszowcowate Annonaceae |
|  |                          |

|  | degeneriowate Degeneriaceae     |
|  |                                 |
|  | himantandrowate Himantandraceae |
|  |                                 |

|  | Eupomatiaceae            |
|  |                          |
|  | flaszowcowate Annonaceae |
|  |                          |

|  | degeneriowate Degeneriaceae     |
|  |                                 |
|  | himantandrowate Himantandraceae |
|  |                                 |

|  | Eupomatiaceae            |
|  |                          |
|  | flaszowcowate Annonaceae |
|  |                          |

|  | degeneriowate Degeneriaceae     |
|  |                                 |
|  | himantandrowate Himantandraceae |
|  |                                 |

|  | Eupomatiaceae            |
|  |                          |
|  | flaszowcowate Annonaceae |
|  |                          |

|  | degeneriowate Degeneriaceae     |
|  |                                 |
|  | himantandrowate Himantandraceae |
|  |                                 |

|  | Eupomatiaceae            |
|  |                          |
|  | flaszowcowate Annonaceae |
|  |                          |

|  | degeneriowate Degeneriaceae     |
|  |                                 |
|  | himantandrowate Himantandraceae |
|  |                                 |

|  | Eupomatiaceae            |
|  |                          |
|  | flaszowcowate Annonaceae |
|  |                          |

Podział rodziny
- Rodzaj: Degeneria I.W. Bailey & A.C. Sm. – degeneria
  - Degeneria roseiflora John M.Mill.
  - Degeneria vitiensis L.W.Bailey & A.C.Sm.